# Luka Mezgec
Luka Mezgec (* 27. Juni 1988 in Kranj, SFR Jugoslawien) ist ein slowenischer Radrennfahrer. Im Straßenradsport gilt er als Sprintspezialist, der auch im hügeligen Gelände zurechtkommt. Er bestreitet auch Mountainbike- und Querfeldeinrennen.

## Sportliche Laufbahn
Luka Mezgec gewann 2010 die Gesamtwertung des UCI-Nations’-Cup-U23-Etappenrennens Coupe des Nations Ville Saguenay und 2011 mit einer Etappe der Istrian Spring Trophy sein erstes internationales Eliterennen.
Ab der Saison 2013 erhielt Mezgec einen Vertrag beim UCI ProTeam Team Argos-Shimano, für das er insgesamt sechs Tagesabschnitte von Rennen der UCI WorldTour: je eine Etappe der Tour of Beijing 2013 und 2014, drei der Katalonien-Rundfahrt 2014 und die 21. und letzte Etappe des Giro d’Italia 2014, vor Giacomo Nizzolo und Tyler Farrar aus einem Massensprint heraus.
Zur Saison 2016 wechselte Mezgec zur australischen Mannschaft Orica GreenEdge. Er gewann im Sprint zwei Etappen der Polen-Rundfahrt 2019, im Jahr darauf die Punktewertung derselben. Danach gelangen ihm (Stand 2024) keine Siege mehr. In den slowenischen Meisterschaften stand er 2021 und 2023 als Dritter bzw. Zweiter auf dem Podest.
Außer auf der Straße ist Mezgec auch im Mountainbikerennen und Cyclocross erfolgreich. Nachdem er 2009 und 2015 slowenischer Meister in der MTB-Disziplin Cross Country wurde, gelang ihm 2017 mit den Titelgewinnen im Straßenrennen, im MTB-Cross Country und im Cyclocross ein Hattrick. Ende 2023 war er nochmals Zweiter der Landesmeisterschaften im Cyclocross.

## Erfolge

### Straße
2010
- Gesamtwertung Coupe des Nations Ville Saguenay

2011
- eine Etappe Istrian Spring Trophy
- Memoriał Henryka Łasaka

2012
- eine Etappe Five Rings of Moscow
- fünf Etappen Tour of Qinghai Lake
- Memoriał Henryka Łasaka[4]

2013
- eine Etappe Tour of Beijing

2014
- Handzame Classic
- drei Etappen Katalonien-Rundfahrt
- eine Etappe Giro d’Italia
- eine Etappe Tour of Beijing

2015
- eine Etappe Tour du Haut-Var

2016
- Slowenische Meisterschaft – Straßenrennen

2017
- eine Etappe Slowenien-Rundfahrt
- Slowenischer Meister – Straßenrennen
- Arnhem–Veenendaal Classic

2018
- zwei Etappen Hammer Sportzone Limburg
- Gesamtwertung und Hammer Sprint Hammer Hongkong

2019
- eine Etappe und Punktewertung Slowenien-Rundfahrt
- zwei Etappen Polen-Rundfahrt

2020
- Punktewertung Polen-Rundfahrt

### Mountainbike
2009
- Slowenischer Meister – Cross Country

2015
- Slowenischer Meister – Cross Country

2017
- Slowenischer Meister – Cross Country

### Querfeldeinrennen
2017
- Slowenischer Meister

## Grand-Tour-Platzierungen
| Grand Tour            | 2013 | 2014 | 2015 | 2016 | 2017 | 2018 | 2019 | 2020 | 2021 | 2022 | 2023 | 2024 | 2025 |
| --------------------- | ---- | ---- | ---- | ---- | ---- | ---- | ---- | ---- | ---- | ---- | ---- | ---- | ---- |
| Giro d’ItaliaGiro     | 122  | 136  | 138  | DNF  | DNF  | –    | –    | –    | –    | –    | –    | DNF  | –    |
| Tour de FranceTour    | –    | –    | –    | –    | –    | –    | –    | 88   | 102  | 100  | 112  | 116  | 152  |
| Vuelta a EspañaVuelta | –    | –    | 108  | –    | –    | 141  | DNF  | –    | 109  | –    | –    | –    |      |